# Organka grubodzioba
Organka grubodzioba (Euphonia laniirostris) – gatunek małego ptaka z rodziny łuszczakowatych (Fringillidae), podrodziny organek. Występuje w Ameryce Południowej i Centralnej. Niezagrożona wyginięciem.

## Morfologia
Długość ciała wynosi 11–15 cm, masa ciała 15 g. Dla podgatunku nominatywnego długość skrzydła wynosi 61,5 mm, ogona 35,5 mm, zaś dzioba 9 mm. Tęczówka brązowa, nogi i stopy czarne. U samca złotożółta czapeczka, broda, gardło i cały spód ciała. Pozostała część upierzenia czarna z granatowym połyskiem. Nogi szare. Samica w większości brązowożółta, lotki brązowe z żółtymi obrzeżeniami chorągiewek zewnętrznych.

## Zasięg występowania i podgatunki
Wyróżnia się następujące podgatunki:
- E. l. crassirostris P.L. Sclater, 1857 – Kostaryka do zachodniej Wenezueli
- organka czarnosterna[3] (E. l. melanura) P.L. Sclater, 1851 – wschodnia Kolumbia do wschodniego Peru oraz północno-centralnej Brazylii
- E. l. hypoxantha Berlepsch & Taczanowski, 1884 – zachodni Ekwador i północno-zachodnie Peru
- E. l. zopholega (Oberholser, 1918) – wschodnio-środkowe Peru
- organka grubodzioba[3] (E. l. laniirostris) d’Orbigny & Lafresnaye, 1837 – południowo-wschodnie Peru do północnej Boliwii i centralnej Brazylii

Środowisko życia stanowią obrzeża lasów, zarośla krzewów, ogrody oraz tereny rolnicze z pojedynczymi drzewami.

## Zachowanie
Żywi się owocami. Żeruje w parach, małych grupach lub wielogatunkowych stadach w koronach drzew. Gniazdo o kulistym kształcie umieszczone jest w ukrytym miejscu. Zniesienie liczy cztery jaja o masie około 1,42 grama. Inkubacja trwa około 14 dni. Wysiaduje jedynie samica. Pisklęta pozostają w gnieździe około 20 dni.

## Status
IUCN uznaje organkę grubodziobą za gatunek najmniejszej troski (LC, Least Concern) nieprzerwanie od 1988 roku. Liczebność populacji, według szacunków organizacji Partners in Flight, mieści się w przedziale 5–50 milionów dorosłych osobników. Trend liczebności populacji uznawany jest za stabilny.